# Wladimir Yordanoff
Wladimir Yordanoff, född 28 mars 1954 i Monaco, död 6 oktober 2020 i Normandie, var en fransk film- och teaterskådespelare av bulgariskt ursprung. Han studerade för Antoine Vitez. Yordanoff arbetade med regissörer som Roger Planchon, Patrice Chéreau och Bernard Sobel. Han var son till violinisten Luben Yordanoff.

## Filmografi (urval)
- 1982 – Heller Wahn
- 1985 – August Strindberg ett liv (TV)
- 1990 – Hamlet (TV)
- 2002 – L' auberge espagnole
- 2003 – Nathalie...
- 2006 – Essaye-moi
- 2006 – Prête-moi ta main (Skötsam gift man söker kvinna)
- 2019 – En officer och spion